# Gwardia Narodowa Stanów Zjednoczonych

Emblemat biura Gwardii Narodowej

Flaga szefa Gwardii Narodowej

Gwardia Narodowa Stanów Zjednoczonych (ang. United States National Guard) – formacja o charakterze obrony terytorialnej, mająca wspierać regularną armię USA.
Początkiem istnienia Gwardii Narodowej były milicje kolonialne, z których pierwsza powstała w 1636. Milicja po raz pierwszy walczyła w 1775, podczas wojny o niepodległość. Później brała udział we wszystkich większych konfliktach USA. Jej funkcjonowanie określa Ustawa o Milicji (Militia Act) z 1903 roku, która zebrała istniejące stanowe milicje w jeden, obecny system Gwardii Narodowej. National Guard Bureau (federalny organ dowodzenia Gwardią) skupia 54 „lokalne” Gwardie Narodowe, a są to: GN każdego z 50 stanów, GN Dystryktu Kolumbii, GN Portoryko, GN wyspy Guam, GN Wysp Dziewiczych USA. Gwardia Narodowa jest formacją ochotniczą. Formalnie podlegają one władzom stanowym, choć mogą być używane także przez rząd federalny.

## Charakterystyka ogólna

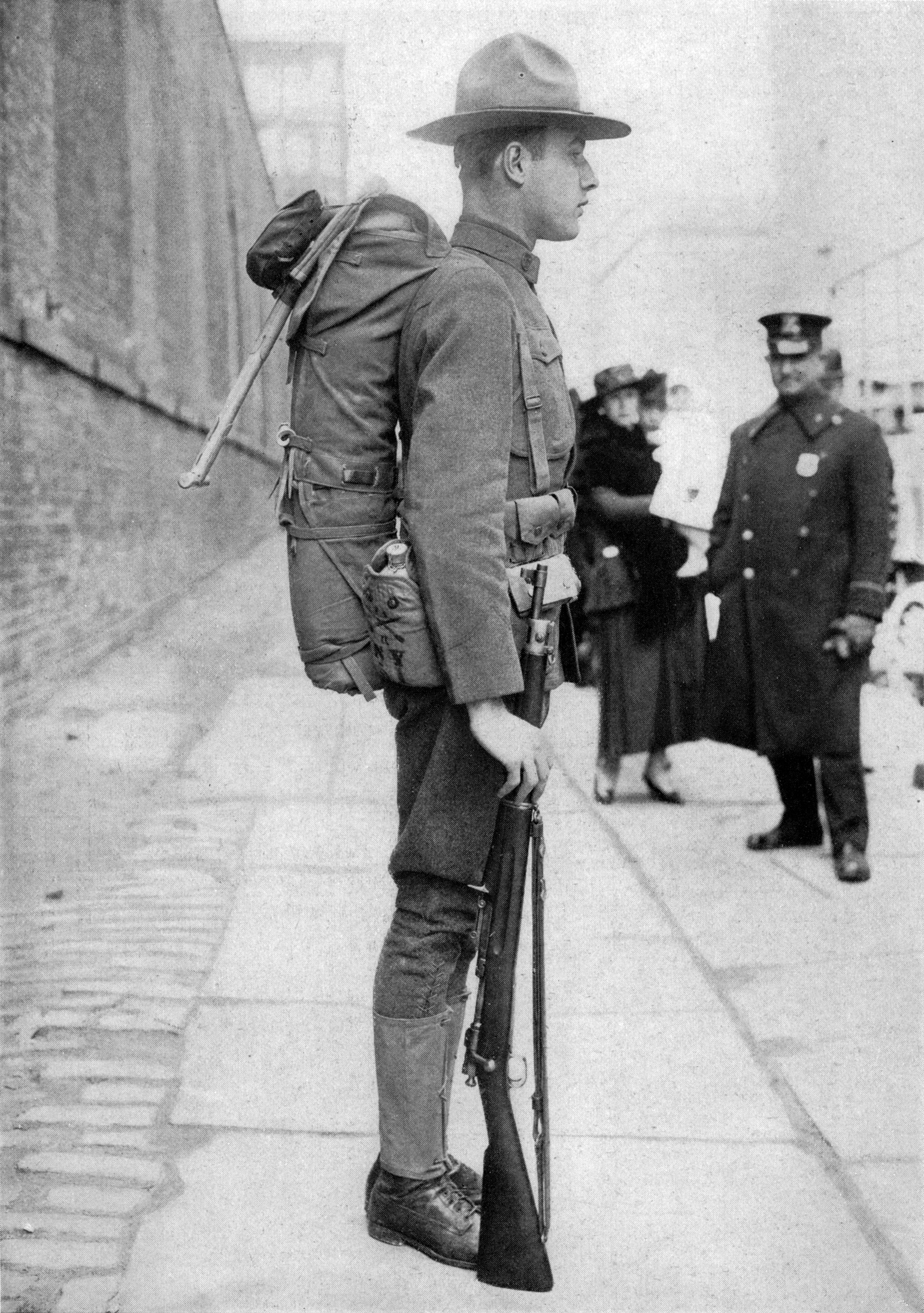
Gwardzista USA, 1917

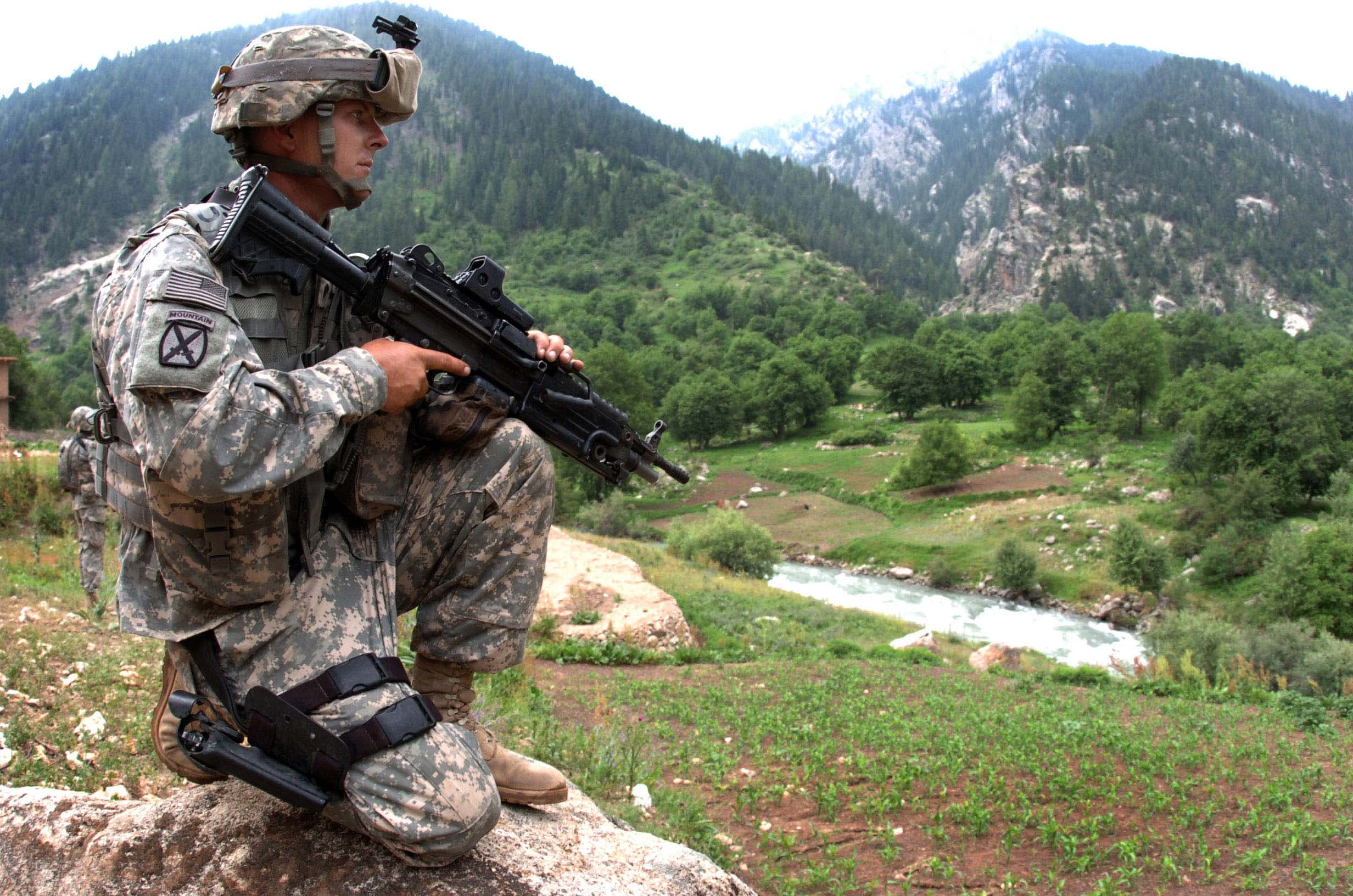
Gwardzista w Afganistanie (2007)

W czasach pokoju pomaga służbom porządkowym w przypadku klęsk żywiołowych czy podczas obowiązywania stanu wyjątkowego. Co roku ma mnóstwo pracy z powodu powodzi, huraganów i mrozów. Pod koniec 2006 r. w całym USA zadania dla władz stanowych wykonywało ok. 9000 gwardzistów. W sierpniu i wrześniu 2005 r. władze zmobilizowały aż 50 000 gwardzistów narodowych do pomocy ludności Luizjany i Missisipi z powodu zniszczeń wywołanych huraganami Katrina i Rita. Do dziś ulice Nowego Orleanu patroluje 300 żołnierzy Luizjańskiej Gwardii Narodowej. W Arizonie i Nowym Meksyku Gwardia Narodowa wspomaga Straż Graniczną w patrolowaniu granicy z Meksykiem, bowiem US Border Patrol nie radzi sobie z liczbą nielegalnych imigrantów i masowym przemytem narkotyków. Według informacji prasowej US Army z 10 maja 2007 r. prawie 570 gwardzistów z Kansas (m.in. z 278 Brygady Logistycznej i 242. kompanii inżynieryjnej) pomagało ofiarom niezwykle silnego tornada, które 4 maja zniszczyło miasteczko Greensburg; w Dakocie Płd. 47 gwardzistów zmobilizowano do walki z powodzią (m.in. z 2-147. batalionu artylerii polowej i 740. kompanii transportowej), podobnie jak w stanie Missouri (ok. 100 żołnierzy). Na Florydzie z kolei 50 gwardzistów z 1-244. batalionu śmigłowców używało dwóch Black Hawków z doczepionymi zbiornikami na wodę do gaszenia pożarów lasów.

## Organizacja
Obecnie Gwardia Narodowa składa się z wojsk lądowych – Army National Guard oraz lotnictwa – Air National Guard.
Army National Guard (ARNG) składa się z 8 dywizji i wielu samodzielnych brygad. Oddziały NG znajdują się we wszystkich 50 stanach USA i na Portoryko. Transformacja, rozpoczęta w Gwardii Narodowej, ma przekształcić jednostki ARNG w brygady modułowe, jak w US Army. Plan zakłada powstanie 28 Brygadowych Zespołów Bojowych do 2008 r., 8 dowództw szczebla dywizji oraz 85 brygad wsparcia (w tym 52 modułowych). Poniżej podano jednostki według aktualnego planu – zakończenie jego realizacji planowane jest na 2013 r.
Dowództwa dywizji:
- 28 Dywizja Piechoty „Keystone” – GN Pennsylvanii
- 29 Dywizja Piechoty „Blue and Grey” – GN Wirginii
- 34 Dywizja Piechoty „Red Bull” – GN Minnesoty
- 35 Dywizja Piechoty „Santa Fe Division” – GN Kansas
- 36 Dywizja Piechoty „Fighting 36th” – GN Teksasu
- 38 Dywizja Piechoty „Cyclone” – GN Indiany
- 40 Dywizja Piechoty „Sunburst” – GN Kalifornii
- 42 Dywizja Piechoty „Rainbow” – GN stanu Nowy Jork

Dowództwa 7 i 24 Dywizji Piechoty zlikwidowano latem 2006 r.
Brygady (bez 7 dodatkowych brygad wsparcia dodanych w najnowszych planie „Grow The Army”):
- 28 brygadowych zespołów bojowych (redukcja z 38 brygad w 2003 r.), w tym 8 ciężkich, 1 Strykerów i 19 piechoty
- 7 modułowych brygad artylerii
- 7 modułowych brygad śmigłowców
- 14 modułowych brygad wsparcia bojowego
- 2 modułowe brygady obserwacji pola walki
- 9 modułowych brygad logistycznych
- 2 brygady łączności
- 5 brygad śmigłowców teatrów działań wojennych
- 8 brygad inżynieryjnych
- 2 brygady żandarmerii wojskowej
- 2 brygady obrony powietrznej
- 1 brygada chemiczna (obrony przed bronią ABC)

- 1 brygada obrony rakietowej
- 1 brygada wywiadu wojskowego
- 1 brygada przesiedleń i pochówków

Inne oddziały:
- 2 grupy sił specjalnych
- 1 grupa uzbrojenia (rozbrajania ładunków wybuchowych – EOD)
- 17 regionalnych grup wsparcia

Ważniejsze wyposażenie ARNG według stanu na początek roku budżetowego 2008 r. to:
- 1880 czołgów M1 Abrams (w tym 1596 M1A1)
- 535 haubic samobieżnych M109 (w tym 344 M109A6 Paladin)
- 651 haubic ciągnionych kal. 105 mm i 155 mm (M102, M119, M198)
- 308 dział rakietowych M270
- 37 dział rakietowych HIMARS
- 711 bwp M2 Bradley
- 328 bwk M3 Bradley
- 6036 pojazdów z rodziny M113
- 259 Strykerów
- 766 wozów zabezpieczenia technicznego M88 Recovery Vehicle
- 166 śmigłowców bojowych AH-64 Apache
- 281 śmigłowców rozpoznawczych OH-58 Kiowa Warrior
- 124 śmigłowce transportowe CH-47 Chinook
- 669 śmigłowców wielozadaniowych UH-60 Black Hawk
- 110 śmigłowców wielozadaniowych UH-1 Iroquois

(Według „National Guard and Reserve Equipment Report 2008”)
Air National Guard (ANG) tworzą samoloty bojowe, transportowe i specjalne oraz śmigłowce (w sumie 1321 sztuk). Jej wyposażenie (Według „USAF Almanac 2007”, stan na 30 września 2006) to:
- samoloty bojowe:
  - F-16A/B – 51 sztuk
  - F-16C/D – 471
  - F-15 – 141
  - A-10 – 76
  - OA-10 – 26
- samoloty rozpoznawcze:
  - E-8 – 18
  - EC-130 – 8
  - WC-130 – 3
- samoloty sił specjalnych:
  - MC-130 – 4
- samoloty transportowe:
  - C-5 – 17
  - C-17 – 8
  - C-130/LC-130 – 200
  - małe samoloty transportowe (C-21, C-26, C-32, C-38, C-40) – 20
- latające tankowce:
  - KC-135 – 251
  - HC-130 – 9

W 1939 Gwardia Narodowa liczyła 18 dywizji piechoty, 4 dywizje kawalerii i 19 eskadr samolotów rozpoznawczych.
W 1914 Gwardia Narodowa liczyła 12 dywizji piechoty (numery od 5 do 16).

## Liczba żołnierzy

### Obecnie
- Rok budżetowy 2008: stan etatowy: Army National Guard – 351,3 tys.; Air National Guard – 106,7 tys.
- 2007 r.: stan faktyczny: Army National Guard – 352,7 tys.; Air National Guard – 106,3 tys.

### Dawniej
- 2000 r.: ARNG – 357,3 tys.; ANG – 106,4 tys.
- 1995 r.: ARNG – 381,4 tys.; ANG – 109,8 tys.
- 1990 r.: ARNG – 455,3 tys.; ANG – 117,8 tys.
- 1985 r.: ARNG – 450,7 tys.; ANG – 109,5 tys.
- 1938 r.: National Guard – 197 tys.
- 1930 r.: National Guard – 183 tys.
- 1914 r.: National Guard – 128 tys.
- 1900 r.: Milicje stanowe – łącznie 118 tys.
- 1893 r.: Milicje stanowe – łącznie 113 tys.

W ANG służył jako pilot myśliwców były prezydent USA, George W. Bush.

## Operacje
Gwardia Narodowa obecnie uczestniczy w operacjach w Iraku. W Iraku zginęło dotychczas (stan na 2 lutego 2008) 443 gwardzistów, a 3833 zostało rannych, natomiast w Afganistanie zostało zabitych 62 gwardzistów, a 229 zostało rannych. W Iraku do niedawna znajdowała się m.in. 2 Brygada z 28 Dywizji Piechoty (Gwardii Narodowej Pensylwanii) oraz 48 Brygada Piechoty (GN stanu Georgia) – w sumie 34,7 tys. żołnierzy (listopad 2005 r., do tego 450 osób z ANG); obecnie siły zostały zredukowane m.in. do 1 Brygada z 34 Dywizji Piechoty (GN stanu Minnesota), w sumie 13,7 tys. żołnierzy (lipiec 2007 r., do tego 1200 personelu z ANG). W Afganistanie jest (niepełna) 218 Brygada z GN Północnej Karoliny (w sumie 1 marca 2007 r. w Afganistanie było 1855 żołnierzy z ARNG i 596 z ANG).
Podczas II wojny światowej z 66 dywizji piechoty istniejących w 1945 roku 19 było dywizjami Gwardii Narodowej (numery dywizji 26-45). 29 Dywizja Piechoty „Blue and Grey” uczestniczyła w desancie w Normandii 6 czerwca 1944 roku. 36 Teksańska Dywizja Piechoty na początku 1944 roku brała udział w ataku na Monte Cassino.

## Finansowanie
W 2004 roku USA wydało na ARNG 9,3 mld dol., a na ANG – 7,6 mld dol.